# بينيت كاتس
بينيت كاتس هو سياسي أمريكي، ولد في 7 أكتوبر 1918 في سبرينغفيلد في الولايات المتحدة، وتوفي في 1 نوفمبر 2007 في Topsham, Maine ‏ في الولايات المتحدة. نشط حزبياً في الحزب الجمهوري. وقد انتخب عضو مجلس نواب مين ‏.